# Espace monotonement normal
En mathématiques, un espace monotonement normal est un espace topologique vérifiant une certaine propriété de séparation, plus forte que la normalité complète.

## Définition
Un espace T1 X est dit monotonement normal lorsqu'il vérifie les propriétés équivalentes suivantes,,, :
1. il existe une base d'ouverts de X et une application H qui à tout ouvert U de la base et tout point x de U associe un ouvert H(x, U), telle que :
  - H(x, U) est inclus dans U et contient x,
  - et si H(x, U) rencontre H(y, V) alors x appartient à V ou y à U ;
2. il existe une application H qui associe plus généralement un ouvert H(x, U) à tout ouvert U et tout point x de U, qui vérifie les deux mêmes conditions et qui est croissante par rapport à U ;
3. il existe une application G qui à tous fermés disjoints A et B associe un ouvert G(A, B), telle que
  - {\displaystyle A\subset G(A,B)\subset {\overline {G(A,B)}}\subset X\setminus B{\text{ et}}}
  - {\displaystyle \left(A\subset A'{\text{ et }}B\supset B'\right)\Rightarrow G(A,B)\subset G(A',B')}

(G peut alors être choisie telle que G(A, B) et G(B, A) soient toujours disjoints, en remplaçant chaque G(A, B) par G(A, B)\G(B, A)) ;
4. il existe une application G qui associe plus généralement un ouvert G(A, B) à toutes parties A et B « séparées » — c'est-à-dire telles que A ∩ B = ∅ = B ∩ A — et qui vérifie les deux mêmes conditions.

## Exemples
La première des quatre définitions équivalentes est commode pour traiter les trois exemples suivants :
- tout ensemble totalement ordonné muni de la topologie de l'ordre est monotonement normal[2], l'axiome du choix étant ici indispensable[6] ;
- tout espace métrisable est monotonement normal[7] ;
- la droite de Sorgenfrey (ni ordonnable, ni métrisable) aussi.

## Propriétés
La première ou la deuxième des quatre définitions équivalentes montre que la normalité monotone est héréditaire, c'est-à-dire qu'elle passe aux sous-espaces.
La troisième justifie le nom de « monotonement normal » et a pour conséquence que X est collectivement normal,.
On déduit de ces deux propriétés :

Tout espace monotonement normal est héréditairement collectivement normal.
En particulier, il est héréditairement normal, autrement dit complètement normal, ce qui se déduit aussi directement de la dernière des quatre définitions équivalentes.
Toute image d'un espace monotonement normal par une application continue fermée est monotonement normale,.
Une conjecture de Jacek Nikiel (pl), démontrée par Mary Ellen Rudin, fournit une forme de réciproque : tout espace compact monotonement normal est l'image continue d'un compact ordonnable.